# Ronde van Italië 2023/Dertiende etappe
De dertiende etappe van de Ronde van Italië 2023 werd verreden op 19 mei. In verband met de slechte weersomstandigheden werd deze etappe ingekort tot 75 kilometer. De winnaar van deze etappe was Einer Rubio.

## Koersverloop
Enkele dagen voor de start van deze etappe werd bekendgemaakt dat de etappe zou worden ingekort. In plaats van 207 kilometer zou de lengte van de etappe 199 kilometer bedragen. Op 18 mei, de dag voor de etappe, zou er onder de renners zijn gestemd. Hier gaf 90% van de renners aan de volgende etappe graag ingekort te zien. Op de dag van de etappe zelf werd in de loop van de ochtend bekend dat de etappe gestart zou worden om 14:30. Dit werd uiteindelijk drie uur in de middag.
In het begin van de etappe waren er gelijk meerdere renners die voor de aanval kozen. Er ontstond een kopgroep van zes renners. Deze groep bevatte de volgende renners: Valentin Paret-Peintre, Jefferson Alexander Cepeda Thibaut Pinot, Derek Gee, Matthew Riccitello en Einer Rubio. De slotklim van de etappe begon op 13 kilometer voor de aankomst. De koplopers hadden op dat moment een voorsprong van 2'30" op het peloton. De gehele laatste klim plaatsten Pinot en Cepeda kleine demarrages. Rubio wist aan te haken maar was niet in staat te demarreren. Opvallend was dat Cepeda en Pinot elkaar irriteerden tijdens de klim. Beeldmateriaal tijdens de live-uitzending gaf dit meermaals weer. Redelijk vroeg trok Cepeda de sprint aan. Rubio wist hiervan te profiteren en ging hem voorbij. Geruime tijd wist Pinot aan te haken maar 150 meter voor de aankomst moest hij zijn meerdere erkennen in Rubio. Zodoende won Rubio de etappe, het is de tweede profzege in zijn carrière.
In de groep der favorieten was het de gehele etappe rustig. Enkel Hugh Carthy en Lorenzo Fortunato demarreerden. Één kilometer voor de finish probeerde Damiano Caruso nog te demarreren, echter was dit tevergeefs. De groep der favorieten voor de eindzege kwamen tezamen over de finish.

## Uitslagen
| Le Châble - Crans-Montana (75 km) |                            |                       |          |
| Plaats                            | Naam                       | Ploeg                 | tijd     |
| Winnaar                           | Einer Rubio                | Movistar Team         | 2u16'21" |
| 2                                 | Thibaut Pinot              | Groupama-FDJ          | + 06"    |
| 3                                 | Jefferson Alexander Cepeda | EF Education-EasyPost | + 12"    |
| 4                                 | Derek Gee                  | Israel-Premier Tech   | + 1'01"  |
| 5                                 | Valentin Paret-Peintre     | AG2R-Citroën          | + 1'29"  |
| 6                                 | Hugh Carthy                | EF Education-EasyPost | z.t.     |
| 7                                 | João Almeida               | UAE Team Emirates     | + 1'35"  |
| 8                                 | Eddie Dunbar               | Team Jayco AlUla      | z.t.     |
| 9                                 | Geraint Thomas             | INEOS Grenadiers      | z.t.     |
| 10                                | Primož Roglič              | Jumbo-Visma           | z.t.     |

| Algemeen klassement |                    |                    |           |
| Plaats              | Naam               | Ploeg              | Tijd      |
| Roze trui           | Geraint Thomas     | INEOS Grenadiers   | 51u20'01" |
| 2                   | Primož Roglič      | Jumbo-Visma        | + 02"     |
| 3                   | João Almeida       | UAE Team Emirates  | + 22"     |
| 4                   | Andreas Leknessund | Team DSM           | + 42"     |
| 5                   | Damiano Caruso     | Bahrain-Victorious | + 1'28"   |
| 6                   | Lennard Kämna      | BORA-hansgrohe     | + 1'52"   |
| 7                   | Eddie Dunbar       | Team Jayco AlUla   | + 2'32"   |
| 8                   | Thymen Arensman    | INEOS Grenadiers   | + 2'45"   |
| 9                   | Laurens De Plus    | INEOS Grenadiers   | + 3'08"   |
| 10                  | Thibaut Pinot      | Groupama-FDJ       | + 3'13"   |

## Opgaven
Er is voorafgaand aan deze etappe één opgave gemeld. Het totale aantal komt daardoor op 41.
Niet gestart
Mads Pedersen (Trek-Segafredo
1e etappe ·
2e etappe ·
3e etappe ·
4e etappe ·
5e etappe ·
6e etappe ·
7e etappe ·
8e etappe ·
9e etappe ·
10e etappe ·
11e etappe ·
12e etappe ·
13e etappe ·
14e etappe ·
15e etappe ·
16e etappe ·
17e etappe ·
18e etappe ·
19e etappe ·
20e etappe ·
21e etappe
Startlijst · Eindstanden · Afbeeldingen